# 维利巴尔德·施毛斯
维利巴尔德·施毛斯（德語：Willibald Schmaus，1912年6月16日—1979年4月27日），奥地利、德国男子足球运动员，场上位置是后卫。他曾代表奥地利、德国参加1934年和1938年国际足联世界杯。